# In the Moment
In the Moment — второй студийный альбом американского DJ и продюсера Kaskade. Релиз альбома состоялся 18 мая 2004 года на лейбле OM Records.

## Список композиций
1. "Steppin' Out" – 3:49
2. "Maybe" – 4:40
3. "I Like the Way" – 3:43
4. "Honesty" – 4:26
5. "Sweet Love" – 5:26
6. "Strum" – 4:26
7. "One You" – 3:35
8. "Interlude" – 0:42
9. "Soundtrack to the Soul (Slow Motion Mix)" – 4:05
10. "Everything" feat. Andy Caldwell – 3:30
11. "Yeah Right" – 3:19
12. "Move" – 3:41
13. "Let You Go" – 5:42

## Чарты
Сингл «Steppin' Out» позволил исполнителю достигнуть #5 места в чарте Billboard’s Hot Dance Club Play чарт и 6 позицию в Dance Radio Airplay. Четвёртый сингл "Everything, « стал #1 в Billboard Magazine’s Hot Dance Club Play.